# Liédson da Silva Muniz
Liédson da Silva Muniz (nascut a Cairu el 17 de desembre de 1977) és un futbolista professional brasiler, nacionalitzat portuguès i que va jugar com a davanter. Va jugar durant vuit temporades a l'Sporting CP. Amb la selecció portuguesa va jugar la Copa del Món de futbol de 2010.